# 光鯙
光鯙，又稱光海鱔，為輻鰭魚綱鰻鱺目鯙亞目鯙科的其中一種，分布於東太平洋區，從墨西哥至秘魯海域，棲息深度18-60公尺，體長可達120公分，為底棲性魚類，生活在岩石底質海域，平時躲在岩縫洞穴中，屬肉食性，生活習性不明，可做為食用魚。

## 擴展閱讀
維基物種上的相關：光鯙